# مایکروسافت نروژ
مایکروسافت نروژ (انگلیسی: Microsoft Norway) شرکت فناوری اطلاعات نروژی است، که در سال ۱۹۹۷ تأسیس شد.